# Gilman (Minnesota)
Gilman és una població dels Estats Units a l'estat de Minnesota. Segons el cens del 2000 tenia 215 habitants.

## Demografia
Segons el cens del 2000, Gilman tenia 215 habitants, 85 habitatges, i 60 famílies. La densitat de població era de 159,6 habitants per km².
Dels 85 habitatges en un 34,1% hi vivien nens de menys de 18 anys, en un 61,2% hi vivien parelles casades, en un 4,7% dones solteres, i en un 29,4% no eren unitats familiars. En el 25,9% dels habitatges hi vivien persones soles el 15,3% de les quals corresponia a persones de 65 anys o més que vivien soles. El nombre mitjà de persones vivint en cada habitatge era de 2,53 i el nombre mitjà de persones que vivien en cada família era de 2,95.
Per edats la població es repartia de la següent manera: un 24,7% tenia menys de 18 anys, un 7,9% entre 18 i 24, un 28,8% entre 25 i 44, un 21,9% de 45 a 60 i un 16,7% 65 anys o més.
L'edat mediana era de 37 anys. Per cada 100 dones de 18 o més anys hi havia 84,1 homes.
La renda mediana per habitatge era de 49.063 $ i la renda mediana per família de 52.500 $. Els homes tenien una renda mediana de 30.694 $ mentre que les dones 22.188 $. La renda per capita de la població era de 17.641 $. Entorn del 4,5% de les famílies i el 9,9% de la població estaven per davall del llindar de pobresa.

## Poblacions més properes
El següent diagrama mostra les poblacions més properes.